# Leptochilichthys pinguis
Leptochilichthys pinguis är en fiskart som först beskrevs av Vaillant, 1886.  Leptochilichthys pinguis ingår i släktet Leptochilichthys och familjen Leptochilichthyidae. Inga underarter finns listade i Catalogue of Life.